# Cryptantha welshii
Cryptantha welshii là loài thực vật có hoa trong họ Mồ hôi. Loài này được K.H.Thorne & L.C.Higgins mô tả khoa học đầu tiên năm 1982.